# Отказ от повышения (сёги)
Отказ от повышения (яп. 不成り) — приём, состоящий в том, что игрок отказывается переворачивать фигуру в лагере соперника (или делая ход из лагеря соперника).
Шесть фигур из восьми в сёги, все кроме короля и золотого генерала, имеют возможность, которая в практической игре реализуется с помощью переворота фишки на другую сторону, получить новые ходы и стать сильнее. Пешка, стрелка конь и серебряный генерал получают ход золотого генерала, а слон и ладья, становясь драконами, получают дополнительно ходы. Однако, встречаются ситуации, когда повышение ранга фигуры оказывается невыгодным, и тогда игрок и применяет приём отказа от повышения.
У стрелки, коня и серебряного генерала их новый ход после повышения полностью или частично не совпадает с ходом, который был у фигурки с самого начала, поэтому в случае этих фигур отказ от повышения может быть связан с тем, что лучше оставить фигурку такой, какая она есть. Эту ситуацию иллюстрируют три простых примера на мат в 1 ход.
Другие три фигуры (пешка, слон и ладья) при повышении в ранге получают добавление к своему ходу: пешка - пять дополнительных ходов, а слон и ладья по четыре. Отказ от повышения ранга этих уже фигур может быть связан исключительно с запретом на мат с помощью сброса пешки.
Учебный пример с отказом от переворота слона на цумэ в 15 ходов.
Решение: 
1.+R1cx12 
2.K11x12
3.B32-23= (если сыграть 3.B32-23+, т.е. перевернуть слона в лошадиного дракона, то король отойдёт в угол 4.K12-11 и нельзя будет сыграть 5.P*12, так как в сёги запрещён мат пешкой с руки. Иные шахи в этой позиции так же не ведут к цели)
4.K12-22
5.B23-32+
6.K22-11
7.P*12
8.K11x12
9.G14-23
10.K12-11
11.+B32x33
12.N21x33
13.B*22
14.K11-21
15.N44-32+
В следующей задаче продемонстрированы и отказ от повышения пешки до токина, и отказ от повышения ладьи до королевского дракона да ещё и не один раз. Цумэ в 19 ходов.
Решение:
1.P24-23= (если пойти пешкой с переворотом в токина 1.P24-23+, то король, уйдя на угловую клетку, 2.K22-11 cоздаст ситуацию, когда нельзя будет сбросить пешку на 12, так как это будет мат запрещённым ходом)
2.K22-31
3.P*32
4.K31x32
5.N16-24
6.K32-31
7.P23-22+
8.K31x22
9.R43-42= (почему здесь и далее нельзя повышать ладью до королевского дракона станет ясно на 17-м ходу)
10.K22-13
11.N24-12+
12.K13-24
13.R42-22=
14.K24-35
15.R22-25=
16.K35-46
17.P*47 (если бы сейчас у атакующей стороны был бы королевский дракон, а не ладья, то этот сброс пешки был бы невозможен из-за запрета ставить мат королю сбросом пешки с руки.)
18.K46-36
19.G48-37
Последнюю задачу составил десятый сёгун Японии Токугава Иэхару. На диаграмме она приводится в исправленном виде, так как в оригинале содержит побочное решение, в котором нет необходимости отказываться от повышения ранга фигур. Решение задачи можно посмотреть здесь.